# Charles Lelong
Charles Louis Lelong (ur. 18 marca 1891 w Aunay-sur-Odon, zm. 27 czerwca 1970 w Lannion) – francuski lekkoatleta (sprinter), wicemistrz olimpijski z 1912.
Na igrzyskach olimpijskich w 1912 w Sztokholmie zdobył srebrny medal w sztafecie 4 × 400 metrów (biegła w składzie: Lelong, Robert Schurrer, Pierre Failliot i Charles Poulenard) za zespołem Stanów Zjednoczonych. Na tych samych igrzyskach startował również w biegu na 100 metrów (odpadł w eliminacjach), biegu na 200 metrów (odpadł w eliminacjach), biegu na 400 metrów (odpadł w półfinale) i sztafecie 4 × 100 metrów (odpadła w eliminacjach).
Był mistrzem Francji w biegu na 400 metrów w 1912, a także brązowym medalistą w biegu na 100 metrów w 1910, 1912 i 1914 oraz na 400 metrów w 1911.
Lelong był rekordzistą Francji w sztafecie 4 × 400 metrów z czasem 3:20,7 uzyskanym podczas igrzysk w Sztokholmie 15 lipca 1912.